# Нібилескея жилкувата
Нібилескея жилкувата (Pseudoleskeella nervosa) — вид мохів порядку гіпнобрієвих (Hypnales).

## Поширення
Ареал охоплює такі частини світу: Європа, Північна Африка, Північна Америка, Азія.
Лужнолюбивий вид росте в основному в гірських лісах на корі листяної деревини в нижній і середній частині стовбура, рідше на вапнякових породах. Перевагу віддає узліссям або розчищеним ділянкам у лісах. Він дуже чутливий до забруднювачів повітря.

## Характеристика

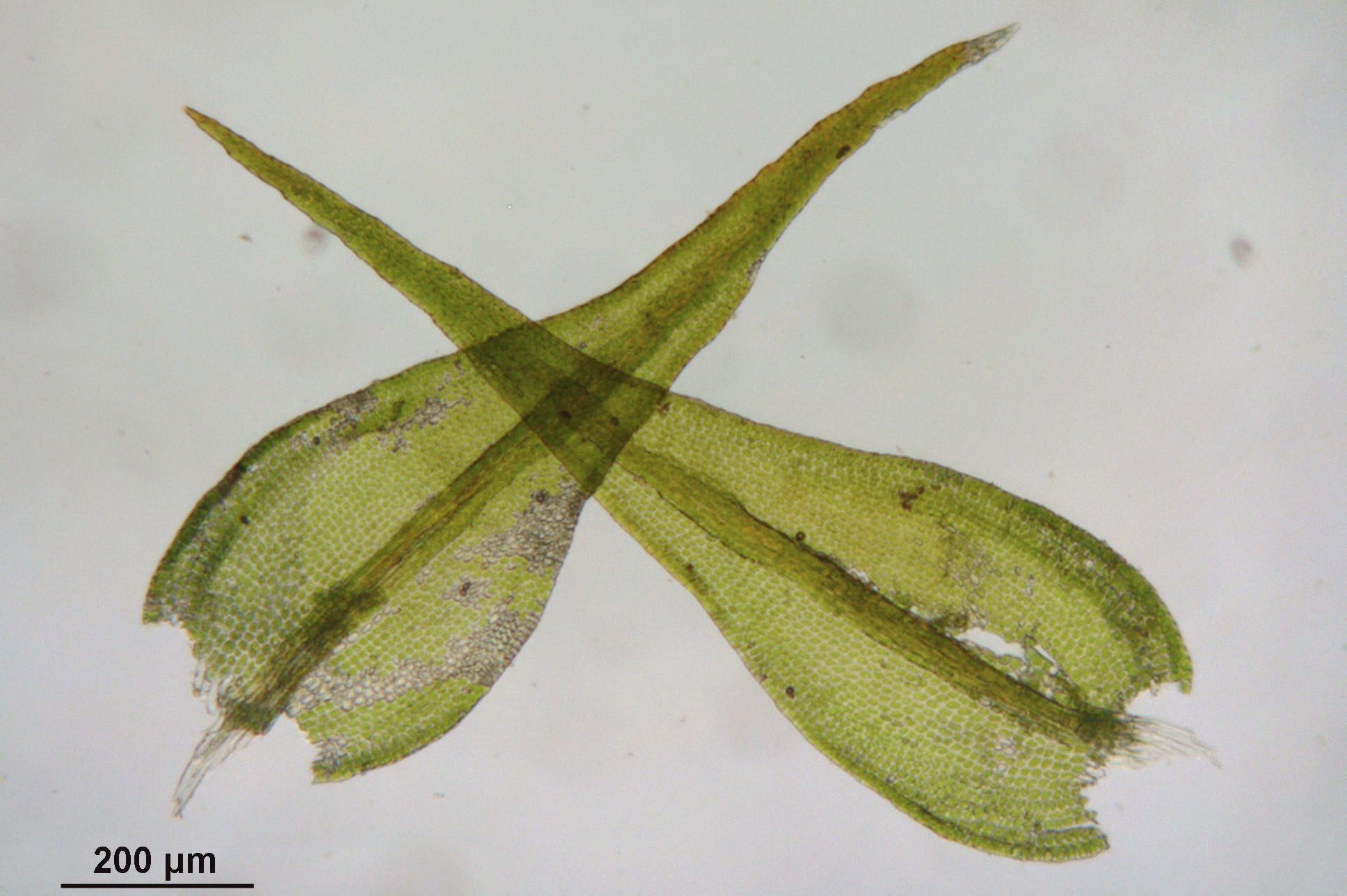

Утворює помірно щільні, темно-зелені, переплетені, тьмяні угруповання. Повзучі стебла, які прилягають до субстрату ризоїдами, мають довжину до 8 сантиметрів і мають неправильні або перисті гілки. На вертикальних гілках часто є пучки гніздових гілок і бруньок, і тоді мох схожий на Platygyrium repens. Листки мають широку основу, яка раптово поступово звужується, до 15 міліметрів завдовжки; краї цілі; ребро міцне і тягнеться до кінчика листка. Вони розташовані досить щільно один до одного, вільно лежать у вологому і сухому стані, але кінчики листя стирчать і загнуті. Коробочкові ніжки ≈ 1 см. Спорова коробочка циліндрична, злегка вигнута і вертикальна, не звужена нижче гирла. Дрібнобугоркові спори мають розмір від 12 до 16 мікрометрів. Вид плодоносить дуже рідко.